# Michael Stipe
John Michael Stipe (Decatur, 4 gennaio 1960) è un cantautore, artista e fotografo statunitense, leader del gruppo rock dei R.E.M. fino al loro scioglimento (2011) e autore della maggior parte dei testi della band.
Tali testi utilizzano spesso la tecnica del cut-up mutuata da William Burroughs. Si tratta di liriche generalmente molto criptiche, immaginifiche, espressioniste e nella quasi totalità dei casi non riconducibili a Stipe come persona.
Inizialmente studente d'arte, da sempre (e ancora oggi) interessato ai vari aspetti delle diverse discipline, è lui stesso un artista visuale: è infatti fotografo e ha spesso curato personalmente gli aspetti grafici dei R.E.M., dalle copertine dei dischi alle scenografie dei concerti.
Avendo una voce distintiva, Stipe è stato notato per lo stile "borbottante" degli inizi della sua carriera. Dalla metà degli anni '80, Stipe ha cantato usando "figure vocali lamentose, lamentose e arcuate" che il biografo dei R.E.M., David Buckley, ha paragonato agli artisti folk celtici e ai muezzin musulmani.
Come membro dei R.E.M., Stipe è stato inserito nella Rock and Roll Hall of Fame nel 2007. Come cantautore, Stipe ha influenzato un'ampia gamma di artisti, tra cui Kurt Cobain dei Nirvana e Thom Yorke dei Radiohead. Bono degli U2 ha descritto la sua voce come "straordinaria", e Yorke ha detto al Guardian che Stipe è il suo paroliere preferito, dicendo: "Mi è piaciuto il modo in cui prendeva un'emozione e poi faceva un passo indietro rispetto ad essa e così facendo la rendeva così potente."

## Biografia

### Infanzia e esordi

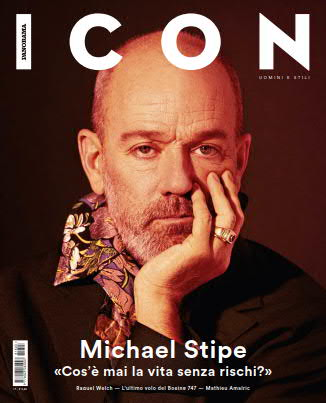
Michael Stipe nella copertina del periodico Icon, marzo 2018

John Michael Stipe è nato il 4 gennaio 1960 a Decatur, in Georgia, da Marianne e John Stipe.
Suo padre era un militare dell'esercito degli Stati Uniti il cui lavoro comportava frequenti trasferimenti per la sua famiglia in diverse nazioni. Ha una sorella minore, Lynda Stipe (nata nel 1962 ed è diventata a sua volta cantante di una band:gli Hetch Hetchy), Stipe e la sua famiglia si trasferiscono in Germania Ovest, in Texas, in Illinois e in Alabama.
Nel 1978 si diploma al liceo di Collinsville in Illinois. La sua foto dell'ultimo anno di liceo è raffigurata nella copertina dell'album dei R.E.M. Eponymous del 1987. Stipe ha svolto diversi lavori in gioventù prima di diventare cantante, come cameriere alla Waffle House.
È cresciuto e proveniva da "un luogo di fede", poiché le generazioni precedenti della sua famiglia erano cristiani metodisti.
All'età di 14 anni, Stipe si avvicina al mondo del punk rock dopo aver letto un articolo sulla rivista Creem. L'articolo conteneva una foto di Patti Smith, che sarà il mito di Stipe e musa ispiratrice.
La sua scelta di vita professionale come musicista parte proprio dall'ascolto dell'album Horses. La sua produzione di nuovi testi è lenta e faticosa, sebbene entri comprensibilmente in sintonia con la produzione musicale degli altri due artisti del gruppo (Peter Buck e Mike Mills).
All'inizio degli anni '80, Stipe suonò nel gruppo Boat Of con Tom Smith, che in seguito avrebbe fondato i gruppi Peach of Immortality e To Live and Shave in LA. Nei Boat Of c'erano anche Carol Levy e Mike Green.

### R.E.M.
Mentre frequentava il college a Athens, Stipe frequentava il negozio di dischi Wuxtry dove fece conoscenza col commesso Peter Buck nel 1980. "Era un ragazzo dall'aspetto sorprendente e comprava anche dischi strani, cosa che non tutti nel negozio facevano", ricordò Buck. I due divennero amici e in seguito decisero di fondare una band e cominciarono a scrivere musica insieme, anche se all'epoca Stipe faceva anche parte di un gruppo locale chiamato Gangster. A loro presto si unirono il sopracitato Mike Mills e Bill Berry e decisero di chiamarsi R.E.M (da rapid eye movement). I 4 membri lasciarono la scuola per concentrarsi sulla band, dei quali Stipe fu l'ultimo a fare ciò.
Il singolo di debutto fu Radio Free Europe su etichetta Hib-Tone, che fu un successo nella radio del college. La band firmò un contratto con l'etichetta I.R.S. Records per la pubblicazione dell'EP Chronic Town nel 1982. Successivamente pubblicarono l'album di debutto Murmur nel 1983, che fu acclamato dalla critica. La voce e i testi di Stipe ricevettero particolare attenzione dagli ascoltatori. Murmur vinse il premio Rolling Stone Critics Poll Album of the Year superando Thriller di Michael Jackson. Il loro secondo album,Reckoning, seguì nel 1984.
Nel 1985, i R.E.M. si recarono in Inghilterra per registrare il loro terzo album, Fables of the Reconstruction, un periodo difficile che portò la band sull'orlo dello scioglimento. Dopo l'uscita dell'album, i rapporti nella band rimasero tesi. Aumentando di peso e agendo in modo eccentrico (ad esempio radendosi i capelli fino a formare una tonsura da monaco), Stipe in seguito si identificò come affetto da depressione ed esaurimento durante quel periodo, dichiarando che era sulla buona strada per perdere la testa".
Quell'anno fecero un tour in Canada e in tutta Europa; nel corso del tour Stipe si schiarì i capelli di biondo durante quel periodo.
Bill Berry lasciò i R.E.M. nel 1997 e gli altri membri continuarono come trio. I R.E.M. si sciolsero amichevolmente nel 2011. Stipe confermò nel 2021 che non avevano intenzione di riunirsi.

### Progetti da solista
Nel settembre 1983, pochi mesi dopo l'uscita dell'album di debutto dei REM, Stipe partecipò a un film Super-8 di quarantacinque minuti a basso budget intitolato Just Like a Movie, girato ad Athens dalla fotografa della rivista New York Rocker, Laura Levine, che era un'amica dei membri della band. Tra coloro che ebbero ruoli di attori nel film c'erano Levine, Stipe, sua sorella Lynda, Matthew Sweet (con il quale Stipe formò un duo di breve durata,Community Trolls) e Bill Berry dei R.E.M. Il film rimase inedito.
Agli inizi degli anni novanta, Stipe fu coinvolto nella band Chickasaw Mudd Puppies. Ha co-prodotto e partecipato ai loro due album: White Dirt (1990) e 8 Track Stomp (1991).
Stipe aveva pianificato una collaborazione con l'amico Kurt Cobain, cantante dei Nirvana, nel 1994, in parte nel tentativo di allontanare Cobain da casa e dalla sua tossicodipendenza. Tuttavia, non riuscirono a comporre o registrare nulla prima della morte di Cobain. Stipe fu scelto come padrino della figlia di Cobain e Courtney Love, Frances Bean Cobain. I R.E.M. registrarono la canzone Let Me In dall'album Monster del 1994 in omaggio a Cobain. Nel 2023, Stipe officiò il matrimonio del giovane Cobain con Riley Hawk.
Stipe è molto amico della cantante rock alternativa, Natalie Merchant, e ha registrato alcune canzoni con lei, tra cui una intitolata Photograph, apparsa in un album di beneficenza pro-choice intitolato Born to Choose; inoltre, si sono esibiti dal vivo con Peter Gabriel cantando il singolo di Gabriel Red Rain ai VH1 Honors del 1996 e in altre occasioni.
Stipe e Tori Amos divennero amici a metà degli anni '90 e nel 1994 registrarono un duetto chiamato It Might Hurt a Bit per la colonna sonora del film Don Juan De Marco - Maestro d'amore. Tuttavia sia Stipe che Amos decisero di non pubblicarlo.
Nel 1998, Stipe pubblicò una raccolta chiamata Two Times Intro: On the Road with Patti Smith. Nel 2006, Stipe pubblicò un EP che comprendeva sei versioni diverse della cover di In The Sun di Joseph Arthur per il fondo di soccorso per il disastro dell'uragano Katrina. Una versione, registrata in collaborazione con Chris Martin dei Coldplay, raggiunse il primo posto nella Canadian Singles Chart. Sempre nel 2006, Stipe apparve nella canzone Broken Promise dell'album Meds dei Placebo. Nello stesso anno, Stipe cantò la canzone "L'Hôtel" nell'album tributo a Serge Gainsbourg intitolato Monsieur Gainsbourg Revisited e apparve nella canzone "Dancing on the Lip of a Volcano" nell'album dei New York Dolls, One Day It Will Please Us to Remember Even This. Nel 2007 registrò con Miguel Bosé la canzone Lo que ves es lo que hay, contenuta nell'album Papito.
Stipe ha collaborato con Lacoste nel 2008 per lanciare il suo marchio di polo "holiday collector edition". Il disegno raffigura il pubblico di un concerto dal punto di vista dell'artista sul palco. Si è esibito con Chris Martin dei Coldplay dal vivo al Madison Square Garden per eseguire Losing My Religion nel 12-12-12 Concert per raccogliere fondi per i soccorsi dell'uragano Sandy. Nel 2013 è stata rivelata una nuova registrazione di Stipe con Courtney Love. La canzone, Rio Grande, è tratta dalla compilation, Son of Rogue's Gallery: Pirate Ballads, Sea Songs & Chanteys. Stipe si occupò, inoltre, della colonna sonora per The Cold Lands (2013), un film dell'amico regista Tom Gilroy.
Stipe ha inserito i Nirvana nella Rock and Roll Hall of Fame il 10 aprile 2014. Nel 2016 è ritornato ad esibirsi, dopo cinque anni dallo scioglimento dei R.E.M., cantando una cover di The Man Who Sold the World di David Bowie nel programma televisivo "Tonight Show". Ha debuttato con la sua prima composizione da solista al Moogfest nel 2017. Nel giugno 2017, è stato rivelato che Stipe era tornato a registrare, in qualità di produttore e co-autore del singolo dei Fischerspooner, Have Fun Tonight, il singolo principale del loro album, Sir. Stipe continuerà a produrre e co-scrivere l'intero album Sir, pubblicato il 16 febbraio 2018. Stipe pubblica il 24 marzo 2018 il singolo Future, If Future, seguita da Your Capricious Soul il 5 ottobre 2019. Il 4 gennaio 2020, in occasione del suo 60º compleanno, pubblica il singolo Drive to the ocean, seguito da No time for love like now (in collaborazione con i Big Red Machine) l'11 gennaio 2020.
La fotografia è da sempre una passione per Stipe e porta con sé una macchina fotografica fin dall'adolescenza, quando fotografava i concerti di Ramones, The Runaways e dei Queen. Nel 2018, Stipe ha pubblicato un libro delle sue fotografie intitolato Volume 1, che conteneva 35 fotografie di celebrità come River Phoenix e Kurt Cobain. Un secondo volume con Douglas Coupland, Our Interference Times: A Visual Record, è stato pubblicato nel 2019.
Stipe ha iniziato a registrare il suo primo album da solista agli Electric Lady Studios di New York nel 2023, scrivendo e producendo canzoni "pop e ricche di synth" con il suo collaboratore di lunga data, Andy LeMaster.

### Film e lavori televisivi
All'inizio del 1987, Stipe e Jim McKay hanno co-fondato la C-00 Films, una società multimediale "progettata per incanalare i talenti creativi del suo fondatore verso la creazione e la promozione di opere cinematografiche alternative". Stipe e il suo socio produttore, Sandy Stern, hanno lavorato come produttori esecutivi in film tra cui Essere John Malkovich, Velvet Goldmine e Man on the Moon. È stato anche accreditato come produttore del film del 2004, Saved!.
Nel 1998 ha lavorato per la Single Cell Pictures, una casa di produzione cinematografica che ha distribuito diversi film indipendenti e d'autore.
Stipe ha fatto diverse apparizioni come attore in film e in televisione. È apparso in un episodio di The Adventures of Pete & Pete nei panni di un gelataio chiamato Captain Scrummy.
Stipe appare insieme agli altri membri dei R.E.M. in Sesamo apriti, interpretando una versione rielaborata di Shiny Happy People intitolata Furry Happy Monsters, e compare nell'episodio Homer il barista nella tredicesima stagione dei Simpson: in questo episodio eseguono nel garage di Homer un estratto di It's The End Of The World As We Know It (And I Feel Fine). È anche apparso come ospite nella serie animata di Cartoon Network, Space Ghost Coast to Coast nell'episodio Hungry. Stipe ha fatto diverse brevi apparizioni in The Colbert Report.
Stipe ha doppiato la renna Schnitzel nel film del 1999 Olive, the Other Reindeer e recita nel film del 1996, Color of a Brisk and Leaping Day.

### Impegno sociale
Alla vigilia delle elezioni presidenziali statunitensi del 2004 ha partecipato assieme ad altri artisti statunitensi al progetto Vote for Change, basato su concerti di informazione sul voto e propaganda a favore del candidato democratico John Kerry. Impegnato col gruppo "Rise and Resist" ha sostenuto la vittoria dei candidati democratici in Georgia.
Molto attento ai temi del sociale e dell'ambiente, Stipe ha scritto alcune canzoni che sono poi diventate autentici inni (in particolare Fall on Me nell'album Lifes Rich Pageant, motivo simbolo delle lotte ambientaliste degli anni ottanta).
Nel marzo 2018, Stipe si è unito ai raduni March for Our Lives per sostenere il controllo sulla vendita delle armi dopo il massacro alla Marjory Stoneman Douglas High School. Ha anche pubblicato un teaser della sua nuova canzone durante il raduno.
In un'intervista del 2021 a Jacobin, Stipe si è descritto come un socialista democratico e ha dichiarato di essere un membro del Partito Democratico in modo da poter votare alle primarie democratiche. Ha appoggiato le campagne presidenziali del 2016 e del 2020 di Bernie Sanders.
Stipe ha espresso solidarietà alla popolazione della Striscia di Gaza durante la guerra tra Israele e Hamas del 2023. Ha firmato una lettera aperta insieme ad altri artisti al presidente Joe Biden nell'ottobre 2023, sollecitando un cessate il fuoco a Gaza.

### Vita privata
Stipe è vegetariano e possedeva un ristorante vegetariano, The Grit, ad Athens. Vive tra New York e Berlino con il compagno, il fotografo statunitense Thomas Dozol.
Ebbe una relazione con la cantante degli 10,000 Maniacs Natalie Merchant, negli anni ottanta.
Con il successo degli album Out of Time (1991) e Automatic for the People (1992), i R.E.M. divennero delle star della musica mainstream. Intorno al 1992, iniziarono a circolare voci secondo cui Stipe avesse contratto l'HIV. Lui rispose dichiarando:
Nel 1994, con alcune domande ancora aperte, Stipe si descrisse come "un lascivo per le pari opportunità" e disse che non si definiva gay, etero o bisessuale, ma che era attratto e aveva rapporti con uomini e donne. Nel 1995, apparve sulla copertina del periodico Out. Stipe si descrisse come un "artista queer" su Time nel 2001 e rivelò di aver avuto una relazione con "un uomo straordinario" per tre anni a quel punto. Stipe lo ribadì in un'intervista del 2004 con la rivista Butt. Quando gli fu chiesto se si fosse mai dichiarato gay, Stipe dichiarò: "Non lo faccio. Penso che ci sia una linea tracciata tra gay e queer e, per me, queer descrive qualcosa che è più inclusivo delle zone grigie".
Nel 1999, l'autore Douglas A. Martin ha pubblicato un romanzo, Outline of My Lover, in cui il narratore ha una relazione romantica di sei anni con un cantante senza nome di una rock band di successo con sede ad Athens, in Georgia; il libro fu ampiamente ipotizzato, e in seguito confermato dal suo autore, come un romanzo a chiave basato su una vera relazione tra Martin e Stipe. I due avevano precedentemente collaborato a due libri, entrambi nel 1998: The Haiku Year e Servicing the Salamander (per il quale Stipe scattò la fotografia di copertina).
È il padrino di Frances Bean Cobain, figlia di Kurt Cobain, grande amico di Stipe, e Courtney Love. È stato amico di River Phoenix, cui ha dedicato l'album Monster, e lo è tuttora di Patti Smith, Eddie Vedder, Bruce Springsteen, Sheryl Crow, Zucchero Fornaciari, Tori Amos, Chris Martin dei Coldplay e Thom Yorke dei Radiohead.

## Stile musicale
Stipe ha un'estensione vocale baritonale. Il suo ruolo nel processo di scrittura delle canzoni per i R.E.M. era di scrivere testi e ideare melodie. Anche se a ogni membro è stato dato lo stesso voto nel processo di scrittura delle canzoni, Peter Buck ha ammesso che Stipe, in quanto paroliere della band, raramente poteva essere persuaso a seguire un'idea che non gli piaceva. Stipe canta con "figure vocali lamentose, lamentose e inarcate" che il biografo dei R.E.M., David Buckley, ha paragonato agli artisti folk celtici e ai muezzin musulmani. Stipe si armonizza spesso con Mills nelle canzoni; nel ritornello di "Stand", Mills e Stipe cantano alternativamente i testi, creando un dialogo. I primi articoli sulla band si concentravano sullo stile di canto di Stipe (descritto come un "borbottio" dal Washington Post), che spesso rendeva i suoi testi indecifrabili. Stipe commentò nel 1984: "È solo il modo in cui canto. Se cercassi di controllarlo, sarebbe piuttosto falso".
Stipe ha ottenuto riconoscimenti dall'industria musicale per la sua voce unica. Bono ha osservato nel 2003 che Stipe ha una "voce straordinaria", aggiungendo "Gli dico spesso che penso che sia un crooner, e a lui non piace molto. Ma è un po' una specie di crooner rilassato degli anni '50 di Bing Crosby, e un po' Dolly Parton". Nel 2023, Rolling Stone ha classificato Stipe al 152° posto nella lista dei 200 più grandi cantanti di tutti i tempi.
Stipe ha insistito sul fatto che molti dei suoi primi testi erano "senza senso", dicendo in una chat online del 1994, "Sapete tutti che non ci sono parole, di per sé, per molte delle prime cose. Non riesco nemmeno a ricordarle." In verità, molte delle prime canzoni dei R.E.M. avevano testi definiti che Stipe scrisse con cura. Stipe spiegò nel 1984 che quando iniziò a scrivere testi erano come "semplici immagini", ma dopo un anno si stancò dell'approccio e "iniziò a sperimentare testi che non avevano un senso lineare esatto, e da lì è semplicemente sparito." A metà degli anni ottanta, quando la pronuncia di Stipe mentre cantava divenne più chiara, la band decise che i suoi testi avrebbero dovuto trasmettere idee a un livello più letterale. Mills spiegò: "Dopo aver fatto tre dischi e aver scritto diverse canzoni e che sono diventate sempre migliori nei testi, il passo successivo sarebbe stato avere qualcuno che ti interrogasse e dicesse, stai dicendo qualcosa? E Michael avrebbe avuto la sicurezza a quel punto di dire di sì....". Dopo quello che Stipe ha definito "I secoli bui della politica americana" (riferendosi alle amministrazioni Reagan e Bush), i R.E.M. hanno incorporato preoccupazioni più orientate politicamente nei loro testi su Document e Green. "Il nostro attivismo politico e il contenuto delle canzoni erano solo una reazione a dove eravamo e a ciò da cui eravamo circondati, il che era semplicemente orrore abietto", dichiara Stipe in seguito. "Nel 1987 e nel 1988 non c'era altro da fare che essere attivi." Mentre Stipe continuava a scrivere canzoni con argomenti politici come Ignoreland e Final Straw, gli album successivi si concentrarono su altri argomenti. Automatic for the People trattava di temi delicati come la morte. "Roba piuttosto turgida", secondo Stipe; Monster, nel frattempo, criticava l'amore e la cultura di massa, mentre Reveal si immergeva nel misticismo.

## Discografia

### Progetti da solista
- Arms of Love, contenuta nella compilation In Defense of Animals Benefit Compilation (1993)
- Full Moon, contenuta nella colonna sonora di America oggi (1993)
- In the Sun (con Chris Martin) (2006)
- Rio Grande (con Courtney Love) (2013)
- Future, If Future (2018)
- Your Capricious Soul (2019)
- Drive to the Ocean (2020)
- No Time For Love Like Now (con Big Red Machine) (2020)
- Sunday Morning in I'll Be Your Mirror: A Tribute to The Velvet Underground & Nico (2021)

### Collaborazioni

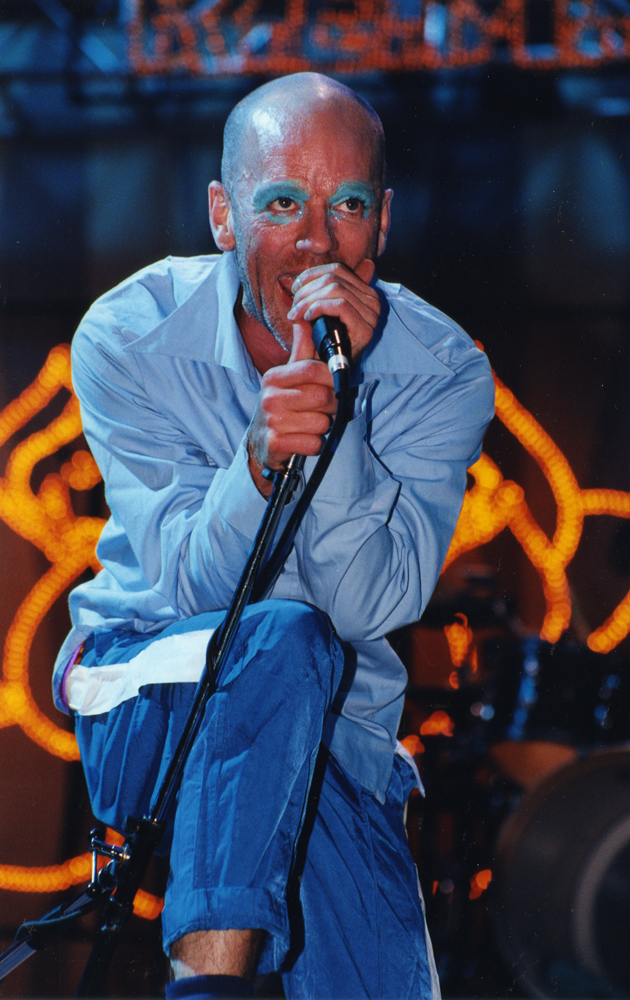
Michael Stipe in concerto al Glastonbury Festival 2006

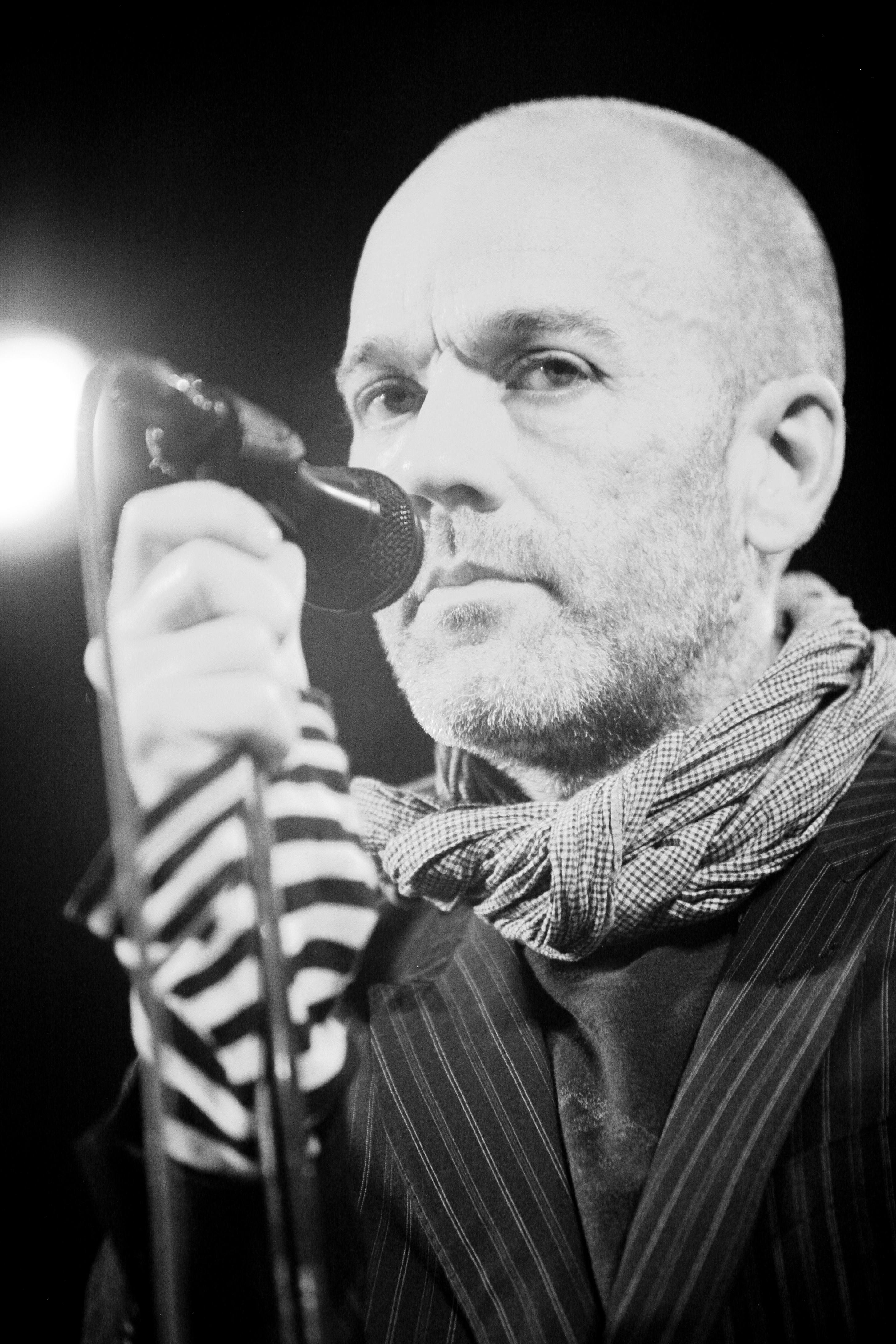
Michael Stipe durante una esibizione nel 2008

Nel 1985 è ospite nel secondo album dei The Golden Palominos, Visions of Excess, cantando nelle tracce Boy (Go), Clustering Train e Omaha (cover dei Moby Grape). Nel 1987, produce il primo EP dello storico gruppo Hugo Largo, Drum, prendendo parte come voce secondaria in due tracce, e presta la sua voce nel pezzo A Campfire Song, contenuta nel quinto album dei 10.000 Maniacs, In My Tribe. Nel 1989, partecipa al brano Kid Fears delle Indigo Girls incluso nell'omonimo album. il secondo.  L'anno successivo canta in What It Is, contenuta in Swagger , quinto album dei Blue Aeroplanes. Nel 1991 canta nella B-side del singolo di Robyn Hitchcock Ultra Unbelievable Love Dark Green Energy, e nell'album di Billy Bragg Don't Try This at Home, nella traccia You Woke Up My Neighborhood (nella quale è presente anche Peter Buck). Nel 1992 canta nella traccia Trout, contenuta nel secondo album della cantante Neneh Cherry, Homebrew. Nel 1998 canta nell'album dei Grant Lee Buffalo Jubilee il pezzo "Everybody needs a Little Sanctuary". Nel 2006 collabora con i Placebo duettando con Brian Molko nel brano Broken Promise contenuto nell'album Meds.

## Opere
- Michael Stipe, Michael Stipe: Volume 1, Damiani, 2018, ISBN 9788862085915.
- Michael Stipe e Douglas Coupland, Our Interference Times: A Visual Record, Damiani, 2019, ISBN 978-8862086783.
- Michael Stipe, Michael Stipe: Michael Stipe, Damiani, 2021, ISBN 9788862087384.
- Michael Stipe, Even the Birds Gave Pause, Damiani, 2023, ISBN 9788862088145.